# David C. Geary
David C. Geary (Providence, Rhode Island, 1957. június 7.–) amerikai pszichológus. Szakterülete a kognitív fejlődéspszichológia, fő érdeklődési körei közé az evolúció és a matematikai tanulás pszichológiájának tanulmányozása tartozik. Tanulmányait az Amerikai Egyesült Államokban végezte.

## Életútja

### Felsőoktatásbeli iskolái
1979 –Santa Clara Egyetem /University of Santa Clara/, Pszichológia (B.S); 1981 – Hayward-Kaliforniai Állami Egyetem / California State University at Hayward/ , Klinikai Gyermek- és Iskola Pszichológia (M.S.); 1984 – Riverside-Kaliforniai Egyetem /University of California at Riverside/ (M.A); 1986 – PhD Fejlődéspszichológia.

### Munkaállomásai és munkássága
Miután 1986-ban megszerezte doktori címét a Kaliforniai Egyetemen (Riverside), a texas-i egyetemen El Paso-ban és a Missouri Egyetemen dolgozott, először a Rolla kampuszon, majd Columbiában. Jelenleg a columbiai Missouri egyetem Pszichológiai Tanszékének kurátora, professzora.
Több mint 175 cikket publikált, könyvfejezeteket írt a legkülönfélébb témákban, úgy mint a kognitív- és fejlődéspszichológia, az oktatás, evolúciós biológia, vagy az orvostudomány. 
A jeles professzornak 3 könyve jelent meg, 1994-ben a „Children's mathematical development” (A gyermekek matematikai fejlődése), 1998-ban „Male, female: The evolution of human sex differences” (Férfi, nő: A nemi különbségek evolúciója), és 2005-ben „The origin of mind: Evolution of brain, cognition, and general intelligence” (Az elme eredete: Az agy, az észlelés és az általános intelligencia evolúciója), valamint társszerzőként szerepelt Ellis és munkatársainak 2008-as könyvében: „Sex differences: Summarizing more than a century of scientific research” (Nemi különbségek: több, mint egy évszázados tudományos kísérlet összefoglalása).
Számtalan felkérést kapott különböző tanszékektől, előadások tartására, beleértve az antropológiai, biológiai, viselkedésgenetikai, oktatási, matematikai, neurológiai, fizikai s nem utolsósorban a pszichológiai tanszékeket az egész Egyesült Államokban, továbbá Ausztriában, Belgiumban, Kanadában, Németországban, Olaszországban és Portugáliában.
1999-ben Kalifornia Állam tudományos oktatásának megújítására kidolgoztak egy programot: „Tudományos Kerettanterv a Kaliforniai Köziskoláknak: az óvodától 12 osztályon át”. Ennek a programnak a matematikai keretének kidolgozásában Geary kulcsfigurává vált, főként a matematikai tanulás fejlődésével kapcsolatos szaktudása révén.
Dr. Geary szolgált az elnök (G.W. Bush) által alapított Nemzeti Matematikai Testületben, s elnöke volt az ún. Tanulási Folyamatok Kutatócsoportnak. Dr. Geary-t Bush elnök nevezte ki az Amerikai Oktatási Minisztérium, Oktatás és Tudományok Intézetének igazgatói tanácsának tagjává, s e tisztséget 2010 novemberéig töltötte be.
Geary professzor és Dr. Hamson létrehozott az Amerikai Pszichológiai Társaság részére egy interneten megtalálható dokumentumot, ami a „Az Amerikai Gyermekek Matematikai és Természettudományos Teljesítményének Fejlesztése” nevet kapta. A cél az volt, hogy körvonalazza a kutatási és oktatási eredményeket a matematikában és a természettudományokban, kapcsolódva a másik célhoz, amely az amerikai gyerekek felzárkóztatása volt e területeken a nemzetközi színvonalhoz.
A gyermekek matematikai tanulását és tanulási nehézségeiket vizsgáló tanulmányai alapján szülőknek és tanároknak írt ezekben témákban, ideértve a közelmúltban megjelent cikket is, A Korai Fejlődés Enciklopédiáját. (Encyclopedia on Early Childhood Development).
Dr. Geary vezető kutatója a gyermekek matematikai fejlődését és a tanulási nehézségeket kutató longitudinális vizsgálatnak, amely a Missouri Egyetemen Math Study -Matematikai Tanulmány néven fut. A vizsgálat célja az, hogy dokumentálja a gyermekek képességeinek fejlődését, matematikai tanulási nehézségekkel küzdő és tipikusan, átlagosan teljesítő társaik körében. A cél az, hogy meghatározzák az alapvető kognitív rendszereket, amelyek alapjául szolgálnak a matematikai nehézségeknek. Ez segíthetne a finomított diagnosztikai technikák és fejlesztő módszerek kialakításában.
2002-ben, az Országos Gyermekegészségügyi és Humán Fejlesztő Intézet (National Institute of Child Health and Human Development) elindított egy új programot „Matematika, Természettudományos észlelés és Tanulás, Fejlődés és Zavarok”( Mathematics and Science Cognition and Learning, Development and Disorders) címen. A program célkitűzései között van, hogy feltárja a kritikus genetikai, neurobiológiai, kognitív, nyelvi, társadalmi-kulturális, és oktatási tényezőket, amelyek befolyásolják a tipikus és atipikus fejlődést a matematika és a természettudományok tanulásában. A Kognitív Fejlődés Labor a Pszichológiai Tanszéken, a Missouri-Columbia Egyetemen egyike volt a néhány kiválasztott kutatási központnak, amelyeket kezdetben támogatott a program.

## Közszereplései és kötetei

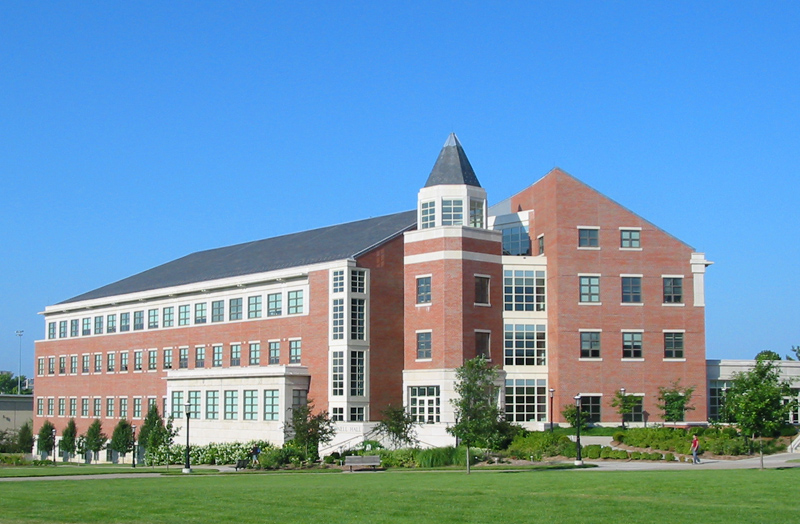
Missouri Egyetem–Columbia vagy egyszerűen Missouri Columbia

### Rádiósszereplései
- National Public Radio (Adolescent Development); "Best of our knowledge," [Nemzeti Közszolgálati Rádió, A felnőtt fejlődése, „Legjobb tudásunk szerint”]
- National Public Radio (children’s mathematical development; assessment of mathematical achievement; mathematics reform) [Nemzeti Közszolgálati Rádió, A gyermekek matematikai fejlődése, a matematikai teljesítmény és reform értékelése]
- Voice of America (development of mathematical skills in Chinese and American children) [Amerika Hangja; A kínai és amerikai gyermekek matematikai képességei]
- Canadian Broadcasting Company (mathematical development) [Kanadai Rádió, a matematikai fejlődés]
- Radio Stations across Missouri (mathematical skills of Chinese and American children; mathematical skills of elderly adults; international differences in mathematical competencies) [Missouri Rádió Állomása, A kínai és az amerikai gyermekek matematikai képességei; Az idős felnőttek matematikai képességei; Matematikai kompetenciák nemzetközi különbségei]
- British Broadcasting Company (sex differences in math and science) [Brit Rádió, Nemi különbségek a matematikában és a tudományban]

### Televíziós szereplései
- Missouri Forum, KOMU (NBC; Effect of Day Care on Child Development) [A bölcsőde hatása a gyermeki fejlődésere]
- Scientific Advisor, Palfreman Film Group, Public Broadcasting System (Advisor for Documentary on Math Education in Inner Cities); [Tanácsadó: Ismeretterjesztő film a belvárosi matematika oktatásról]
- Arts & Entertainment (interview, sex differences); [interjú a nemi különbségekről]
- M5 National Television, France; interview, hormones and sex differences in mate preferences); [interjú a hormonokról és a nemi különbségekről a társpreferenciában]
- Canadian Broadcasting Company (interview, science series on sex differences) [interjú, tudományos sorozat a nemi különbségekről]
- ABC World News Tonight (interview, sex differences) [interjú a nemi különbségekről]
- KSDK (NBC, St. Louis; brain and cognitive sex differences) nemi különbségek z agyban és a kognitív képességekben]

### Könyvei (válogatás)
- Geary, D. C. (1994). Children's mathematical development: Research and practical applications. Washington, DC: American Psychological Association. (’'A gyermekek matematikai fejlődése’' egy monumentális és izgalmas könyv – egy enciklopédia, amely egy korszak végét jelenti s egy másiknak pedig a kezdetét. – Robert B. Davis, Journal for Research in Mathematics Education, 1995).
- Geary, D. C. (1998). Male, female: The evolution of human sex differences. Washington, DC: American Psychological Association. French translation (2003) [Hommes, femmes: L’Évolution des differences sexuelles humaines] Brussels: de Boeck. Translator: Philippe Gouillou.
- Geary, D. C. (2005). The origin of mind: Evolution of brain, cognition, and general intelligence. Washington, DC: American Psychological Association. Japanese translation (2007). Tokyo, Japan: Baifukan. Translator: Ryo Oda; Spanish translation (2008). Mexico City, Mexico: Editorial El Manual Moderno: Translator José Luis Núñez Herrejón.

Az elme eredete: Az agy, az észlelés és az általános intelligencia evolúciója
„David Geary ’The Origin of Mind’ című könyve igen figyelemre méltó írás. Mint azt az alcím is mutatja, a tudomány (és a társadalom) legrégebbi kérdésköreivel foglalkozik... Ezek komoly kérdések ahhoz, hogy feltegyük őket, és Geary munkája (különböző fejezetek különböző mértékben) rendkívüli azok megválaszolásához.”-	American Journal of Psychiatry.
’Az elme eredete’ alapvető fontosságú lesz egy olyan evolúciós pszichológia (ki)fejlődéséhez, amely integrálja az összes korabeli viselkedéstudományt. És Geary ehhez úttörő munkát végzett.
 – Human Ethology Bulletin.
Ez a könyv számos módon hozzájárul, hogy gondolkodjunk azokról a kérdésekről, amelyek elengedhetetlenek az emberi természet megértéséhez. Az olvasóknak igazi élmény ez az írás. – MetaPsychology. 
- Ellis, L., Hershberger, S., Field, E., Wersinger, S., Sergio, P., Geary, D., Palmer, C., Hoyenga, K., Hetsroni, A., & Karadi, K. (2008). Sex differences: Summarizing more than a century of scientific research. New York: Francis & Taylor. [Amazon listing]
- Geary, D. C. (2010). Male, female: The evolution of human sex differences (second ed).

Washington, DC: American Psychological Association
Férfi, Nő: Az ember nemi különbségeinek evolúciója
Miért van az, hogy a lányok jobb jegyeket szereznek az iskolában, mint a fiúk?
Miért van az, hogy a férfiak nagyobb valószínűséggel törekednek matematikai, technológiai, mérnöki vagy tudományos fokozatok megszerzésére, mint a nők?
És miért van, hogy a férfiak átlagosan nagyobb valószínűséggel szenvednek sérülést balesetekben és verekedésekben, mint a nők? Ezek és sok más kérdés is tárgyát képezik mind a laikus vizsgálódásoknak a médiában, mind a hivatalos vizsgálatoknak, kísérleteknek az akadémikus és tudományos körökben.
Mérföldkőnek számító könyvében David C. Geary az első átfogó evolúciós modellt nyújtja, amely az ember neméből adódó különbségeit hivatott magyarázni. Felhasználva többek közt a nők/nőstények párválasztását és a férfiak/hímek versengését magyarázó szexuális szelekció elméletét, Geary szisztematikus áttekintést ad a nemi különbségek evolúciójáról, és annak megnyilvánulásairól az állatvilágban, ami nem csupán leírja, hanem magyarázza is ugyanazokat a folyamatokat a Homo sapiensnél .
Több mint 10 év elteltével az első kiadás óta, Geary befejezte írásának frissítését, bővítését, és elméleti felülvizsgálatát. A tudomány fejlődése, az új eredmények az agy- és genetikai kutatásokban, rengeteg új anyagot adtak. Így megjelent a második kiadás. A szerző hozzátett egy új fejezetet a nemi különbségek mintázatairól az élettörténet fejlődése során, kibővítve és lefedve genetikai kutatások eredményeivel (pl. a DNS meghatározás alapján történő apasági vizsgálatok és férfiak/hímek közti versengések lehetséges kapcsolatai). Olvashatunk a nemi különbségek kulturális mintázatairól a párválasztásban és a társakkal való versengésben, valamint a genetikai, hormonális, és társadalmi-kulturális hatásokról a nemi különbségek kifejeződéseiben. Geary egy elméleti összekötő hidat mutat be a szülőség, a társak kiválasztása, a versengés és a gyermekek fejlődése, valamint az agy és az észlelés nemi különbségei között.
A könyv egy kiváló bevezető a nemekből adódó különbségek tudományába, azzal a lényeges különbséggel a hasonló témájú könyvekhez képest, hogy arra törekszik, hogy megmagyarázza ezeket a különbséget, ahelyett, hogy csupán leírja azokat. A könyv átfogó, kiegyensúlyozott, éles stílusú, jól megírt. Felbecsülhetetlen erőforrás a kutatók számára és öröm olvasni. Írja Steven Pinker, Harvard College Professor of Psychology, Harvard University, and author of How the Mind Works and The Blank Slate.
Geary bemutatja a ’Férfi, Nő’-ben, hogy miféle megértésre tehetünk szert a nemi különbségek terén, ha az evolúció lencséjén keresztül nézzük. A káosz megértésbe fordul, amikor a valaha volt legerősebb tudományos paradigma megjelenik az életben és a tudomány átveszi az ideológia helyét. Minden hallgatót, tanárt, vagy akár laikust lenyűgöz, hogy mi emberek miért viselkedünk úgy, ahogy. A kötet rendkívül informatív és lenyűgöző. Írja Jay Belsky, PhD, Director, Institute for the Study of Children, Families and Social Issues, Birkbeck University of London, England.

## Egyesült Államok-beli tisztségei
- Országos Matematika Testület: elnök, tag
- Tanulási Folyamatok albizottság: elnök, tag, 2006–2008
- Egyesült Államok Oktatási Minisztériuma: Oktatás és Tudományok Intézete: Nemzeti Igazgatótanács: Elnöki (George W. Bush) kinevezés, 2007–2010

## Díjak, elismerések
- Kitüntetései közül az egyik a „Kancellár-díj” (Chanchellor's Award), amelyet kiemelkedő kutatási és kreatív tevékenységéért a Szociális és Magatartástudományi Intézetben (1996) kapott.
- Tudományos Érdem-díj (MERIT), amit a Nemzeti Egészségkutató Intézet (National Institutes of Health) ítélt oda neki.